# Ramanites
Ramanites (grec antic: Ῥαμανῖται, segons Estrabó; llatí: Rhamanitae) o Rabanites (grec antic: Ῥαβανιταί, segons Claudi Ptolemeu; llatí: Rhabanitae) van ser un poble de l'Aràbia Feliç.
S'ha suposat que podien viure propers al lloc anomenat Mont Climax, encara que no hi ha prou fonaments per defensar-ho. Tot el que Estrabó en diu d'ells és que el prefecte Eli Gal quan va fer l'expedició que el va portar fins a l'Aràbia Feliç, es va aturar a Marsiabes, ciutat que va ser el punt final de les seves conquestes, ja que va posar setge a la ciutat però es va veure obligat a aixecar-lo i a fer mitja volta per la manca d'aigua i per la dificultat d'aconseguir-ne. Aquesta ciutat es trobava al país dels ramanites, però la seva ubicació no ha estat determinada amb certesa.